# دانشگاه علوم و فناوری هنگ کنگ
دانشگاه علوم و فناوری هنگ کنگ (HKUST) یک دانشگاه دولتی و تحقیقاتی که در سال ۱۹۹۱ در خلیج کلیر واتر هنگ کنگ تأسیس شده‌است. HKUST به عنوان یکی از دانشگاه‌های جهان می‌باشد که پیشرفت بسیار سریعی را از خود نشان داده‌است. در سال ۲۰۱۹، این دانشگاه در رتبه‌بندی QS در رتبه هفتم آسیا و بر اساس رتبه‌بندی تایمز در رده پنجم و در بین ۴۰ دانشگاه برتر دنیا نیز قرار دارد. همچنین در رتبه‌بندی برترین دانشگاه‌های جوان در سال ۲۰۱۸ که توسط مؤسسه عالی تایمز انجام شده‌است این دانشگاه در رده اول این رتبه‌بندی قرار گرفت و بر اساس رتبه‌بندی مؤسسه QS به عنوان دومین دانشگاه برتر با قدمت زیر ۵۰ سال قرار گرفته‌است. در حال حاضر این دانشگاه شامل ۴ دانشکده اصلی علوم، مهندسی، کسب و کار و مدیریت، علوم انسانی و علوم اجتماعی می‌باشد.

## رتبه‌بندی
HKUST پیش از این در سه سال متوالی بین سال‌های ۲۰۱۱تا ۲۰۱۳ رتبه اول آسیا را بر اساس رتبه‌بندی QS به دست آورده‌است. در رتبه‌بندی دانشگاه از منظر اشتغال فارغ التحصیلان در سال ۲۰۱۷ که توسط مؤسسه تایمز صورت گرفته‌است این دانشگاه دارای بالاترین میزان اشتغال فارغ التحصیلان در میان دانشگاه‌های بزرگ چین می‌باشد و در رتبه ۱۲در سراسر جهان قرار گرفت.